# Chips Keswick
Sir John Chippendale "Chips" Lindley Keswick (2 tháng 2 năm 1940  –  17 tháng 4 năm 2024) là một thương gia người Anh. Ông trở thành chủ tịch của Arsenal F.C. vào ngày 14 tháng 6 năm 2013, thay thế Peter Hil-Wood.